# Ramon Folch i Guillèn
|  | Aquest article tracta sobre el biòleg Ramon Folch. Si cerqueu l'escriptor i traductor, vegeu «Ramon Folch i Camarasa». |

Ramon Folch i Guillèn (Barcelona, 1946) és un biòleg català. És doctor en biologia i, des de 1994, fundador i director general d'ERF, Gestió i Comunicació Ambiental SL. Ha estat president del Consell Social de la Universitat Politècnica de Catalunya (2004-08), secretari general del Consejo Asesor Internacional del Foro Latinoamericano de Ciencias Ambientales (La Plata, Argentina) i professor de la seva Càtedra UNESCO/FLACAM para el Desarrollo Sustentable (1989-2006). Anteriorment havia estat professor de Botànica de la Universitat de Barcelona (1968-75) i havia dirigit (1975-82) els serveis ambientals de la Diputació de Barcelona i de la Generalitat de Catalunya.
També ha estat consultor en gestió ambiental de la UNESCO, membre i secretari general del Comitè Espanyol del Programa MaB/UNESCO (Madrid-París, 1982-94), membre del Comitè de la UNESCO per al Seguiment de la Conferència de Rio (París, 1992-97) i titular de la Càtedra de Metatècnia Ambiental i Socioecologia de l'Institut Català de Tecnologia (Barcelona, 1996-98). Ha representat la recerca ambiental espanyola a la Comissió d'Organismes i Sistemes de la Unió Europea (Brussel·les, 1986).
Pertany al Capítol Espanyol del Club de Roma i el 1978 esdevingué membre de l'Institut d'Estudis Catalans, on és titular d'ecologia vegetal. Entre 1972 i 1977 fou Secretari General de la Institució Catalana d'Història Natural, que presidí del 1986 al 1990. Ha participat en nombroses operacions de cooperació tècnica internacional en el camps ambiental i sanitari (fundador i primer president del Consorci Interhospitalari de Cooperació, 1981), sobretot a Àfrica i a Amèrica Llatina. Ha estat president de la Junta administrativa de l'Hospital Clínic de Barcelona (1980-1984).
A partir d'aquesta diversificada trajectòria, i després d'anys d'ensenyament, recerca i gestió a la universitat i a l'administració pública, s'ha dedicat a la gestió territorial i urbanística des d'una aproximació sostenibilista, enfocament que ell mateix ha contribuït a definir i a desenvolupar, tant a nivell teòric com aplicat. Ha incidit especialment en el vessant comunicatiu, mitjançant publicacions convencionals i electròniques (director tècnic de Sostenible), grans exposicions, programes de ràdio i televisió, etc., sovint com a director o impulsor de grups de treball. És el cas de la Història Natural del Països Catalans (un centenar d'autors) o de Biosfera (dos centenars d'autors; versions catalana, anglesa, alemanya i japonesa), obres que ha concebut, promogut i dirigit. Inicià aquesta línia, de forma pionera, ja en els anys setanta del segle passat. El 1975 fou un dels fundadors de la Lliga per a la defensa del patrimoni natural (DEPANA), el 1976 fou secretari de redacció del “Llibre blanc de la gestió de la natura als Països Catalans” (un centenar d'autors), i des d'aleshores ha estat un dels principals impulsors dels moviments d'opinió favorables a una adequada gestió del patrimoni natural. El 1976-1977 fou director de la campanya per a la salvaguarda del patrimoni natural del Congrés de Cultura Catalana.
El 1990 li fou atorgat el Premi d'Honor Lluís Carulla. També ha rebut la medalla Narcís Monturiol al mèrit científic i tecnològic (1991), concedida per la Generalitat de Catalunya, amb el premi Alzina (1992), concedit pel Grup Balear d'Ornitologia i Defensa de la Naturalesa, i el premi Medi Ambient (1995), concedit per la Generalitat de Catalunya. Guanyador del Premi Ciutat de Barcelona (2004) per l'exposició "Habitar el món". Finalista (2006) del Descartes Communication Prize de la Unió Europea. L'any 2013 el Col·legi d'Economistes de Catalunya el va distingir com a col·legiat d'honor.
És força conegut pels seus estudis florístics i fitocenològics de les comarques meridionals del Principat i Andorra. A banda fou el presentador de la sèrie de divulgació científica i antropològica "Mediterrània" emesa a TV3 a la dècada de 1980.
Actualment està casat amb la Dra. M. Josefa Bru Bistuer, catedràtica de Geografia Humana a la Universitat de Giona, Directora de la GIGS i Membre del grup de recerca Anàlisi i planificació territorial i ambiental. Línies de recerca: Gènere i medi ambient; Avaluació ambiental i projectació arquitectònica
La doctora Bru té una experiència docent de més de vint anys centrada de manera particular en el desenvolupament de matèries de caràcter transdisciplinar amb un fort contingut teòric i metodològic. Això fa que, més enllà de la seva condició de catedràtica de geògrafa humana, pugui aportar idees i experiència en àmbits ben diversos. Com a exemple citar la seva participació en els plans d'estudis d'arquitectura, paisatgisme, ciències ambientals, arqueologia, patrimoni cultural...i la impartició de matèries com ara Coneixements científics, Gènere i Medi Ambient, Espais i societats, Diagnosi ambiental, Complexitat, incertesa i polítiques públiques, etc
L'any 2025 va rebre la Creu de Sant Jordi atorgada per la Generalitat de Catalunya com a reconeixement a la seva tasca.

## Obres
- Natura, ús o abús? Llibre blanc de la gestió de la natura als Països Catalans (secretari de redacció, 1976)
- Sobre ecologismo y ecología aplicada (1977)
- El paisatge vegetal del delta de l'Ebre (1977), en col·laboració amb J. M. Camarasa, M. Masalles i E. Velasco
- El patrimoni natural andorrà (1979)
- La flora de les comarques litorals compreses entre la riera d'Alforja i el riu Ebre (1980)
- La vegetació dels Països Catalans (1981)
- Història natural dels Països Catalans (1981-1992)
- Mediterrània (director, guionista i presentador, sèrie de televisió en 50 capítols, 1987-1989)
- Biosfera. Els humans en els àmbits ecològic del món (director, 11 volums, 1993-1998)
- Comprendre la natura. Els organismes i els sistemes naturals terrestres dels Països Catalans (1994)
- Ambiente, emoción y ética (1998)
- Diccionario de socioecología (1999)
- La dèria de mirar (2000)
- El territorio como sistema (coordinador, 2003)
- L'energia en l'horitzó del 2030 (director, 2005)
- “Suarem! El clima que ens espera” (en col·laboració amb O. Lladó, L. Hervàs i altres, 2008).
- La Quimera de Créixer: La Sostenibilitat en l'Era Postindustrial (La Magrana, maig 2011)
- Ambient, territori i paisatge. Valors i valoracions (amb Josepa Bru. Publicat per la Fundació Carulla i ESADE, 2017)